# Orest Kindrachuk
Orest Michael Kindrachuk, född 14 september 1950, är en kanadensisk före detta professionell ishockeyforward som tillbringade tio säsonger i den nordamerikanska ishockeyligan National Hockey League (NHL), där han spelade för Philadelphia Flyers, Pittsburgh Penguins och Washington Capitals. Han producerade 379 poäng (118 mål och 261 assists) samt drog på sig 648 utvisningsminuter på 508 grundspelsmatcher. Kindrachuk spelade också för San Diego Gulls i Western Hockey League (WHL); Richmond Robins i American Hockey League (AHL) samt Saskatoon Blades i Canadian Major Junior Hockey League (CMJHL)/Western Canadian Hockey League (WCHL).
Han blev aldrig draftad.
Kindrachuk vann Stanley Cup med Philadelphia Flyers för säsongerna 1973–1974 och 1974–1975.
Han tvingades avsluta sin spelarkarriär i förtid vid 31 års ålder på grund av skador. Efter spelarkarriären arbetade Kindrachuk inom försäkrings- och förpackningsbranscherna i Philadelphia i Pennsylvania. Den 17 september 2010 blev han amerikansk medborgare.

## Statistik
| 1967–1968         | Saskatoon Blades    | CMJHL             | 58  | 24  | 37  | 61  | 44  | 7  | 1  | 3  | 4  | 20 |
| 1968–1969         | Saskatoon Blades    | WCHL              | 41  | 21  | 25  | 46  | 33  | 4  | 1  | 1  | 2  | 0  |
| 1969–1970         | Saskatoon Blades    | WCHL              | 4   | 3   | 4   | 7   | 5   | 5  | 2  | 4  | 6  | 25 |
| 1970–1971         | Saskatoon Blades    | WCHL              | 61  | 49  | 100 | 149 | 103 | 5  | 2  | 4  | 6  | 25 |
| 1971–1972         | San Diego Gulls     | WHL               | 61  | 18  | 36  | 54  | 71  | 4  | 1  | 1  | 2  | 0  |
| 1972–1973         | Philadelphia Flyers | NHL               | 2   | 0   | 0   | 0   | 0   | —  | —  | —  | —  | —  |
|                   | Richmond Robins     | AHL               | 72  | 35  | 51  | 86  | 133 | 3  | 0  | 1  | 1  | 10 |
| 1973–1974         | Philadelphia Flyers | NHL               | 71  | 11  | 30  | 41  | 85  | 17 | 5  | 4  | 9  | 17 |
| 1974–1975         | Philadelphia Flyers | NHL               | 60  | 10  | 21  | 31  | 72  | 14 | 0  | 2  | 2  | 12 |
| 1975–1976         | Philadelphia Flyers | NHL               | 76  | 26  | 49  | 75  | 101 | 16 | 4  | 7  | 11 | 4  |
| 1976–1977         | Philadelphia Flyers | NHL               | 78  | 15  | 36  | 51  | 79  | 10 | 2  | 1  | 3  | 0  |
| 1977–1978         | Philadelphia Flyers | NHL               | 73  | 17  | 45  | 62  | 128 | 12 | 5  | 5  | 10 | 13 |
| 1978–1979         | Pittsburgh Penguins | NHL               | 79  | 18  | 42  | 60  | 84  | 7  | 4  | 1  | 5  | 7  |
| 1979–1980         | Pittsburgh Penguins | NHL               | 52  | 17  | 29  | 46  | 63  | —  | —  | —  | —  | —  |
| 1980–1981         | Pittsburgh Penguins | NHL               | 13  | 3   | 9   | 12  | 34  | —  | —  | —  | —  | —  |
| 1981–1982         | Washington Capitals | NHL               | 4   | 1   | 0   | 1   | 2   | —  | —  | —  | —  | —  |
| NHL totalt        | NHL totalt          | NHL totalt        | 508 | 118 | 261 | 379 | 648 | 76 | 20 | 20 | 40 | 53 |
| CMJHL/WCHL totalt | CMJHL/WCHL totalt   | CMJHL/WCHL totalt | 164 | 97  | 166 | 263 | 185 | 21 | 6  | 12 | 18 | 70 |